# Sesshū Tōyō
Sesshū (jap. 雪舟; ur. 1420 r., zm. 1506 r.) – japoński malarz stylu suiboku-ga (monochromatycznego malarstwa tuszowego), mnich zen.

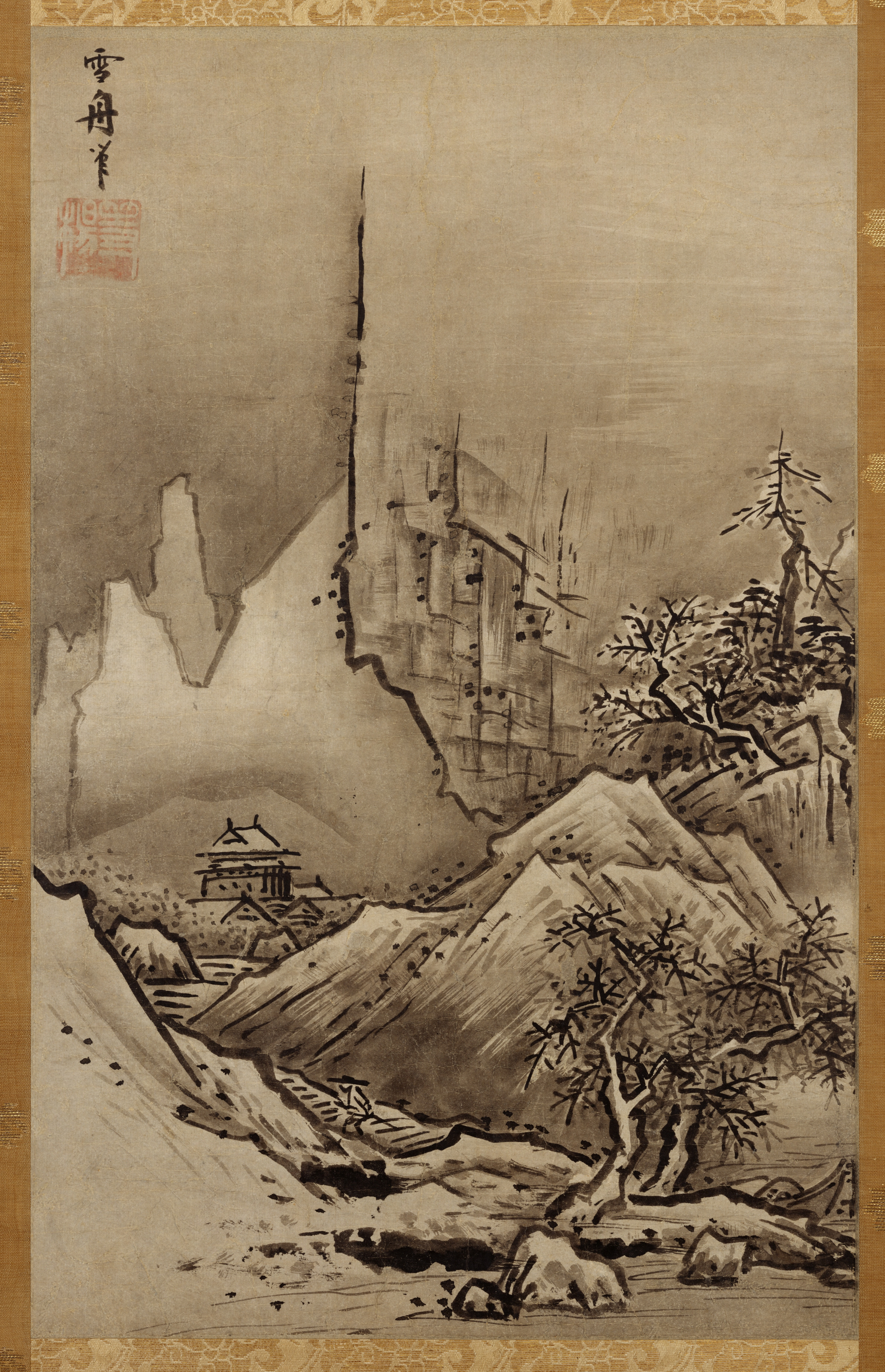
Fragment obrazu „Pejzaże czterech pór roku”, okres Muromachi

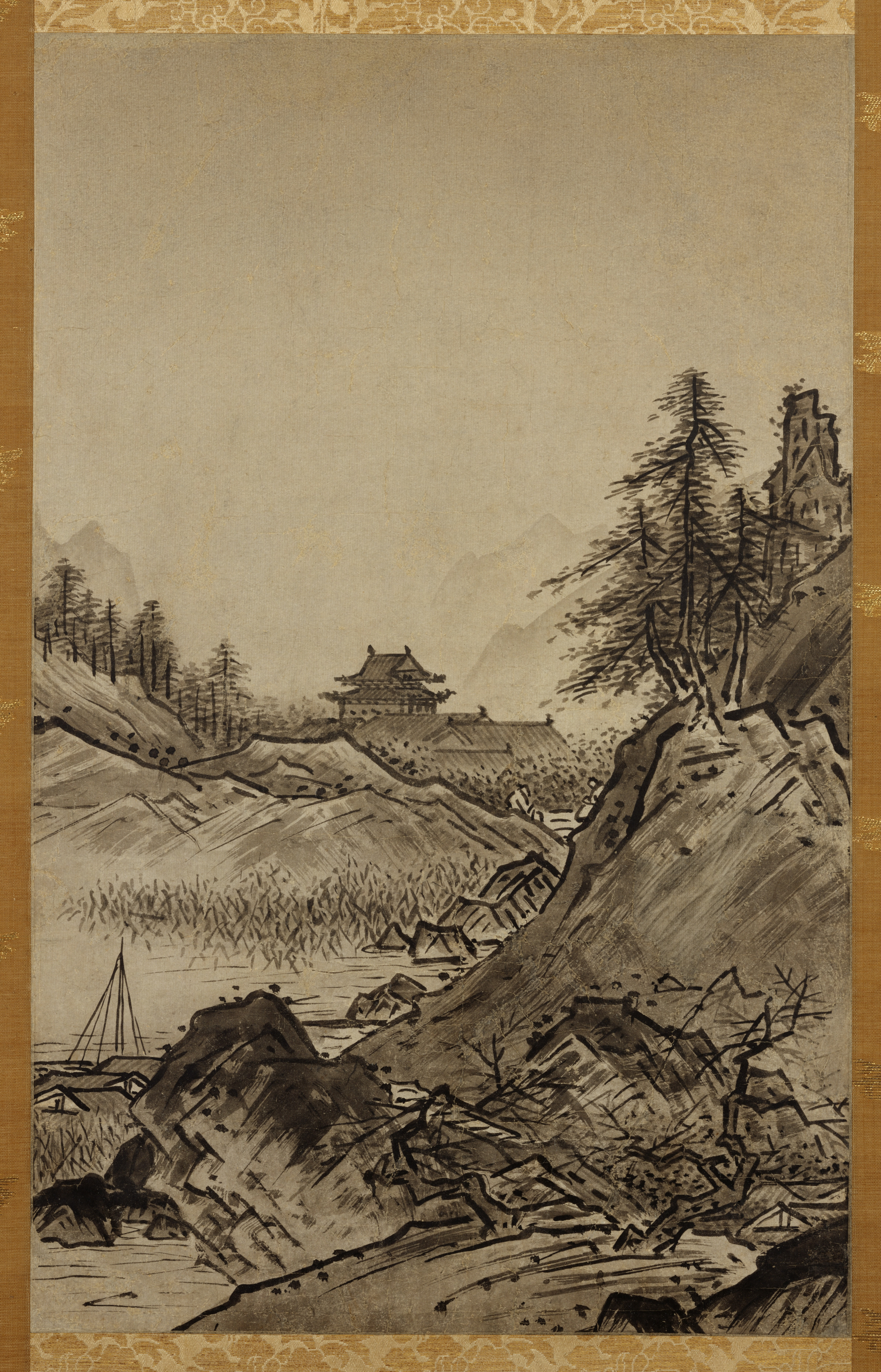
Shūkei-sansui – „Pejzaż jesienny”

Szczegóły jego życiorysu nie są znane i czasem sprzeczne. Prawdopodobnie urodził się w prowincji Bitchū (obecnie zachodnia część prefektury Okayama), w samurajskiej rodzinie o nazwisku Oda. W wieku dziesięciu lat został oddany na naukę do klasztoru zen o nazwie Hōfuku-ji. Przyjął tam imię Tōyō (jap. 等楊).
W 1440 r. Sesshū opuścił swoją rodzinną prowincję Bitchū i udał się do Kioto, do świątyni Shōkoku-ji, jednego z pięciu, wielkich sanktuariów buddyzmu zen, ale także ówczesnego centrum malarstwa tuszem. O tym, że przebywał tam oraz to, że jego mistrzami byli dwaj mnisi-malarze: Josetsu (imigrant z Chin) i Tenshō Shūbun (oficjalny malarz bakufu w tej świątyni), dowiedzieć się można z jego autobiografii zamieszczonej na jednym z obrazów z roku 1465.
W 1465 r. opuścił świątynię w Kioto i udał się do prowincji Suō (obecnie prefektura Yamaguchi), gdzie pod patronatem rodu Ōuchi, mecenasa sztuki, utrzymującego kontakty handlowe z Chinami, utworzył szkołę malarstwa o nazwie Unkoku-rin.
W latach 1467–1469 przebywał w Chinach, gdzie poznawał krajobrazy tego kraju, studiował chińskie malarstwo pejzażowe i dużo tworzył. Poznał wiele dzieł mistrzów chińskich.
Te doświadczenia mocno wpłynęły na jego twórczość. Odtąd tworzył swoje obrazy pewną ręką, stawiając zdecydowane pociągnięcia pędzlem. Nabrały one mocnej formy i krystalicznej struktury. W większości zajmowały całą powierzchnię papieru, nie pozostawiając wolnej przestrzeni na kaligrafię. Jego prace oderwały malarstwo od ścisłego powiązania z religią, za co zyskał miano artysty niezależnego. W tym okresie powstało jedno z jego najbardziej cenionych dzieł „Pejzaże czterech pór roku”, które sygnowane jest pieczęcią „japońskiego mnicha zen o imieniu Tōyō” (wiele obrazów z jego imieniem przypisywanych jest jego uczniom).
Po dwóch latach powrócił do kraju, który niebawem pogrążył się w wojnach domowych, w które zaangażował się również jego patron daimyō Ōuchi. W latach 1474–1476 przeniósł się do prowincji Ōita na Kiusiu, gdzie zyskał patronat rodu Ōtomo.
W latach 1481–1484, podróżując po Japonii, odwiedził m.in. prowincję Mino (część dzisiejszej prefektury Gifu).
Technika malarska w jakiej tworzył Sesshū określana jest nazwą „złamanego tuszu” (jap. haboku). Polega ona na nakładaniu gęstego tuszu na jego pierwszą, jeszcze wilgotną warstwę, co daje efekt miękkości, najczęściej stosowany do przedstawiania krajobrazu spowitego mgłą.
Jeden z obrazów wykonanych tą techniką podarował swojemu uczniowi Sōenowi jako dyplom ukończenia nauki. Na obrazie zamieścił wielką inskrypcję, w której wyraził swoją wdzięczność wobec swoich nauczycieli oraz przekonanie, że obraz powinien powstawać z inspiracji płynącej z obserwacji natury.
Inny obraz w tym stylu to „Ama-no-hashidate” („Most do nieba”), przedstawiający słynną mierzeję na zatoce Miyazu, zaliczaną do trzech najpiękniejszych krajobrazów/widoków Japonii, zwanych Nihon-sankei. Dzieło przedstawia szeroką panoramę zatoki i zamglonych gór, oddając nastrój spokoju i medytacji.
Ponadto, Sesshū tworzył dekoracyjne parawany i rozsuwane drzwi, na których umieszczał motywy ptaków i kwiatów czterech pór roku. Projektował także ogrody.

## Najważniejsze obrazy

Ama-no-hashidate

- „Pejzaż” – parawan (161,5 × 352,3 cm), wykonany za pomocą tuszu i farb wodnych, znajduje się w Freer Gallery of Art w Waszyngtonie.
- „Pejzaż czterech pór roku” (tzw. „mały zwój”) – wykonany za pomocą tuszu i farb wodnych, wymiary 21,4 × 151,5 cm/
- „Pejzaż jesienny” – wykonany za pomocą tuszu, zwój pionowy (46,3 × 29,3 cm), Muzeum Narodowe w Tokio
- „Pejzaż w stylu haboku” (1495 r.), rozmiary 147,9 × 32,7 cm, Muzeum Narodowe w Tokio.
- „Shaka zstępujący z gór” – zwój pionowy o rozmiarach 99 × 33,5 cm.
- „Kwiaty i ptaki czterech pór roku” – para sześcioskrzydłowych parawanów, wykonanych za pomocą tuszu i farb wodnych na papierze, wymiary każdego parawanu to: 181,6 × 375,2 cm, Muzeum Narodowe w Kioto
- „Pejzaże czterech pór roku” – cztery zwoje pionowe, wykonane w technice tuszu i farb wodnych, każdy o wymiarach 149,5 × 75,8 cm, znajdują się w Muzeum Narodowym w Tokio.